# Corral de comedias

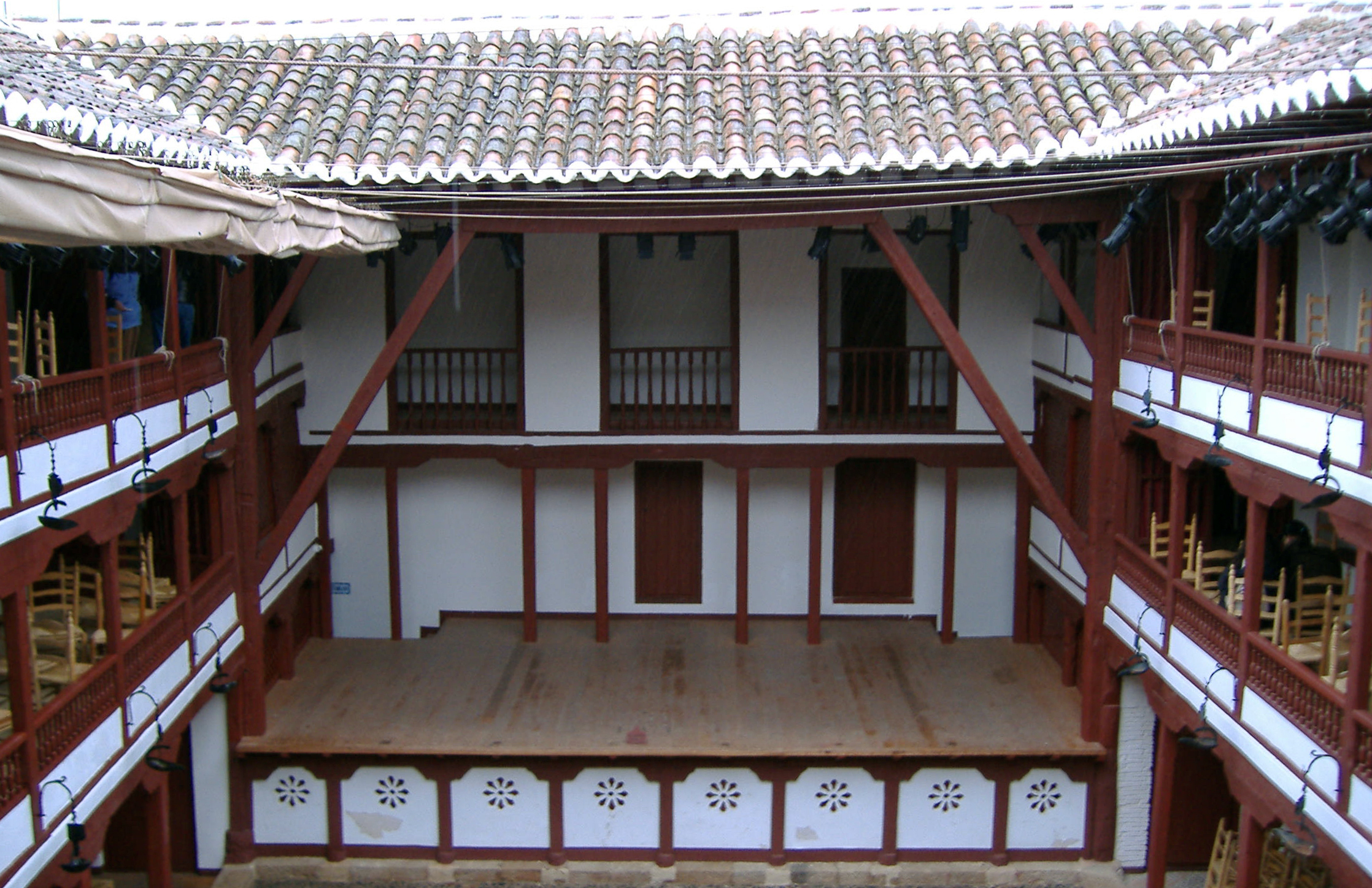
Il Corral de comedias di Almagro è l'unico teatro in Spagna che conservi la struttura originaria del XVI secolo.

In Spagna, un Corral de comedias (plurale: Corrales)  è un sito teatrale permanente, allestito nei cortili dei palazzi o degli ospedali pubblici. Questi siti fecero la loro comparsa verso la fine del XVI secolo ,contemporaneamente a quelli elisabettiani. Il Corral de la Cruz, identificato come primo teatro stabile spagnolo, sorse a Madrid nel 1579. Inizialmente i corrales madrileni erano gestiti dalle confraternite che si occupavano della cura dei malati e dei poveri e che raccoglievano i fondi attraverso le rappresentazioni. Dal 1615 le confraternite iniziarono a vendere la gestione a degli impresari finché nel 1638 il controllo delle strutture passò alle autorità municipali che continuarono ad affittarle a impresari privati, nominando due commissari per sovergliarne il funzionamento.

## Struttura
I corrales non avevano una struttura uniforme, tuttavia presentavano caratteristiche comuni. Quasi tutti erano allestiti in un cortile di forma quadrata o rettangolare (unico di forma ovale era il Corral de la Monteira, costruito a Siviglia nel 1626). Lo spazio centrale, o patio, era destinato agli spettatori che assistevano allo spettacolo in piedi; fino al XVIII secolo esso veniva lasciato scoperto e solo in rari casi riparato da un tetto. Verso la metà del Seicento furono disposti davanti al palco (separati con ringhiere dal patio) dei taburetes, delle file di sgabelli o panche. Lungo i due lati più lungi del patio erano erette delle file di gradinate, le gradas, protette da delle tettoie e separate dalla parte centrale con delle ringhiere. All'estremità opposta al palcoscenico si trovava il banco per i rinfreschi e sopra stava la galleria riservata alle donne (la cazuela). A sua volta la cazuela era sovrastata da altre due gallerie: una divisa in palchi che spettava alle autorità municipali e ai nobili, l'altra divisa in una tertulia (galleria dove risiedevano gli intellettuali e gli ecclesiastici) e una seconda cazuela. Molte delle finestre delle case che recintavano il patio (aposentos) erano utilizzate come palchi privati e le finestre dei piani superiori spesso venivano chiuse per evitare che si introducessero persone senza aver pagato il biglietto.
Uno dei più importanti è il Corral de Almagro, nella comunità autonoma di Castiglia-La Mancia. Durante questo periodo, il teatro acquista un'importanza straordinaria nella penisola iberica, con autori importanti come Lope de Vega, Juan Pérez de Montalbán, Tirso de Molina e Pedro Calderón de la Barca. Fecero la loro comparsa nuove forme di rappresentazione scenica. Tutte le opere teatrali erano genericamente chiamate commedia, anche se appartenevano ai tre generi canonici: tragedia, dramma e commedia stessa.